# Городские стены (Ковентри)
Городские стены Ковентри представляют собой последовательность оборонительных сооружений, построенных вокруг города Ковентри в Англии.

## История
Город Ковентри не был обнесен стеной до XIV века; к началу XIII века город был окружен рвами и имел подвижные «барьеры», контролирующие доступ к основным дорогам в город и из него, но не было надлежащих оборонительных стен. Отражая коммерческое и стратегическое значение Ковентри, строительство новых городских стен началось в 1350-х годах, а мэр Ковентри Ричард Стоук заложил первый камень в 1356 году. Строительные работы начались у Новых ворот и первоначально были завершены примерно в 1400 году, но впоследствии были проведены большие ремонтные работы и изменена маршрутизация, чтобы приспособить расширяющийся город, и стены не были окончательно завершены до 1534 года.

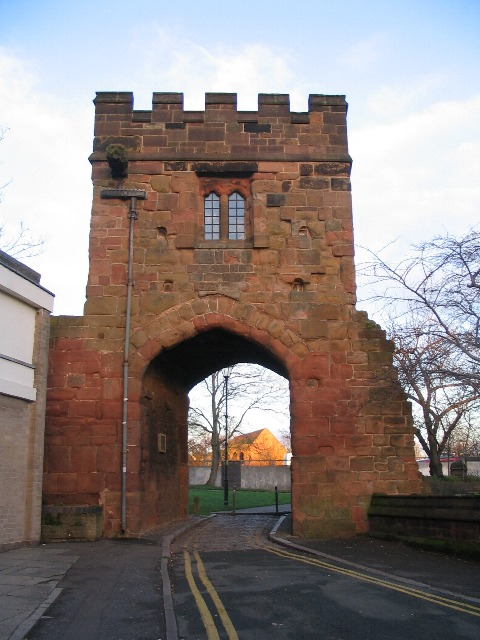
Ворота Кук-Стрит

Стены имели размеры почти 3,5 км в окружности и состояли из двух стен из красного песчаника, заполненных щебнем, толщиной более 2,4 и высотой 3,7 м, с 32 башнями, включая 12 ворот. Двенадцать городских ворот назывались: Новые ворота, Госфордские ворота, Ворота Бастилии (позже Ворота Милла), Ворота Приората (Ворота Суонсуэлла), Ворота Кук-Стрит, Ворота Бишопа, Ворота Велл-Стрит, Ворота Хилл-Стрит, Ворота Спон, Ворота Грейфрайарс, Ворота Чейлсмор и ворота Литл-Парк-стрит.
Строительные работы были оплачены муражем, с помощью которого король разрешил городу повышать налоги на импорт определённых товаров, а король Ричард II при своем содействии разрешил добывать камень в своем парке в Чейлсморе. Позже некоторые башни вдоль стены были отданы в аренду частным лицам при условии, что они будут помогать в поддержании участков обороны. Сторожевые для стен и ворот были предоставлены путем разделения Ковентри на десять отделений, каждое из которых имело задачу обеспечить определённое количество людей на ротационной основе.
Со своими стенами Ковентри был описан как наиболее защищенный город в Англии за пределами Лондона. Однако город Ковентри столкнулся с небольшими военными угрозами, и решение построить стены, по-видимому, было обусловлено политическими и экономическими факторами — стены были символически важны для ведущих горожан и, в свою очередь, могли способствовать дополнительной торговле. Решение построить стены в 1350-х годах, по-видимому, связано с «трехсторонним соглашением» Ковентри в 1355 году, которое установило общее местное самоуправление для города.
Стены сохранились до XVII века и были отремонтированы во время гражданской войны в Англии 1640-х годов. В 1662 году, после восстановления монархии, в отместку за поддержку, оказанную Ковентри парламентариям во время Гражданской войны, городские стены были снесены по приказу короля Карла II. В 21 веке сохранились только двое из средневековых ворот — Ворота Суонсуэлла и Ворота Кук-Стрит — и несколько небольших участков стены. Оставшийся контур стены охраняется как памятник архитектуры I степени и памятник архитектуры.